# Bretagne Classic
La Bretagne Classic (oficialmente: Bretagne Classic Ouest-France, debido al patrocinio dado por el periódico francés Ouest-France) forma parte de varias carreras ciclistas que se disputan en Plouay (Francia) y sus alrededores, a finales de agosto o primeros de septiembre. La prueba forma parte de un certamen denominado 4 Días de Plouay en el que se disputa una prueba del UCI Women's WorldTour conocida como Grand Prix de Plouay Lorient Agglomération, una prueba masculina para jóvenes conocida como Grand Prix Plouay Juniors, una amateur conocida como Grand Prix de Plouay Elite Open y una serie de pruebas y recorridos recreativos denominados Cyclo Morbihan.
La Bretagne Classic creada en 1931 es una clásica inscrita en el calendario del UCI WorldTour y sus antecesores, desde el 2005. También ha pertenecido a la Copa de Francia de Ciclismo. 
Desde 2007 se disputa por un circuito con inicio y final en Plouay de 19,1 km, llamado Circuito Jean-Yves Perron, con tres pequeñas cotas, al que se le dan más de 10 vueltas, mismo circuito que se utilizó en el Campeonato Mundial de Ciclismo en Ruta de 2000 disputado en Plouay. En 2012 se amplió ese circuito hasta los 26,9 km dándose 9 vueltas al que ocasionalmente se le añade otro circuito final.
Es la única carrera ciclista francesa de máximo nivel que no está organizada por Amaury Sport Organisation.

## 4 Días de Plouay

### Gran Premio de Plouay amateur
Desde 2002, un día antes que la profesional masculina, también se disputan sendas ediciones femeninas y amateur masculina organizadas por el mismo club que su similar profesional masculina aunque un día antes (en sábado), en ambas se dan 6 vueltas a dicho circuito. Junto a la prueba en pista, llamada Grand Prix de la Ville de Plouay disputada en el velódromo de Morbihan un día antes que esas dos y dos antes que la masculina profesional (en viernes) y otras carreras ciclistas y eventos culturales celebrados durante ese fin de semana forman los llamados inicialmente conocidas como 3 Días de Plouay y desde 2018 como 4 Días de Plouay.
La masculina amateur, se llama oficialmente Grand Prix de Plouay Elite Open (conocida antes como GP de Plouay-CMB).

## Palmarés
| Año                                                             | Ganador                   | Segundo                 | Tercero                     |
| --------------------------------------------------------------- | ------------------------- | ----------------------- | --------------------------- |
| Circuit de l'Ouest                                              |                           |                         |                             |
| 1931                                                            | François Favé             | Pierre Le Doare         | André Godinat               |
| 1932                                                            | Philippe Bono             | Paul Le Drogo           | Ferdinand Le Drogo          |
| 1933                                                            | Philippe Bono             | Raymond Louviot         | Julien Grujon               |
| 1934                                                            | Lucien Tulot              | Jean Keriel             | René Durin                  |
| 1935                                                            | Jean Le Dilly             | E. Le Gallo             | Raymond Drouet              |
| 1936                                                            | Pierre Cogan              | François Lucas          | Jean Le Dilly               |
| 1937                                                            | Jean-Marie Goasmat        | Robert Oubron           | Amédée Fournier             |
| 1938                                                            | Pierre Cloarec            | Robert Tanneveau        | Jean-Marie Goasmat          |
| 1939-1944 ediciones no realizadas por la Segunda Guerra Mundial |                           |                         |                             |
| 1945                                                            | Éloi Tassin               | Christophe Taeron       | Georges Gouyette            |
| Tour de l'Ouest                                                 |                           |                         |                             |
| 1946                                                            | Ange Le Strat             | Roger Chupin            | Pierre Cogan                |
| 1947                                                            | Raymond Louviot           | Albert Bourlon          | Roger Chupin                |
| 1948                                                            | Éloi Tassin               | Francis Chretien        | Raymond Louviot             |
| 1949                                                            | Amand Audaire             | Guy Butteux             | René Haugustaine            |
| 1950                                                            | Amand Audaire             | André Ruffet            | Germain Mercier             |
| 1951                                                            | Émile Guérinel            | Guy Butteux             | Jean Erussard               |
| 1952                                                            | Émile Guérinel            | François Mahé           | Jean Bobet                  |
| 1953                                                            | Serge Blusson             | Louis Gillet            | Raymond Scardin             |
| 1954                                                            | Ugo Anzile                | Jean Le Guilly          | Jean Cadras                 |
| 1955                                                            | Jean-Jacques Petitjean    | Jacques Dupont          | Joseph Le Cadet             |
| 1956                                                            | Valentin Huot             | René Fournier           | Joseph Morvan               |
| 1957                                                            | Isaac Vitré               | Joseph Morvan           | Joseph Groussard            |
| 1958                                                            | Jean Gainche              | André Ruffet            | Joseph Thomin Fernand Picot |
| 1959                                                            | Emmanuel Crenn            | Jean Gainche            | Félix Le Buhotel            |
| 1960                                                            | Hubert Ferrer             | André Foucher           | Joseph Velly                |
| Circuit de l'Aulne                                              |                           |                         |                             |
| 1961                                                            | Fernand Picot             | Emile Le Bigaut         | Max Bleneau                 |
| 1962                                                            | Jean Gainche              | Georges Groussard       | Joseph Morvan               |
| 1963                                                            | Fernand Picot             | Pierre Le Mellec        | Fernand Delort              |
| 1964                                                            | Jean Bourlès              | Hubert Ferrer           | Jean Gainche                |
| 1965                                                            | François Goasduff         | Hubert Niel             | Jean-Louis Jagueneau        |
| Grand-Prix de Plouay                                            |                           |                         |                             |
| 1966                                                            | Claude Mazeaud            | Jean Bourlès            | Pierre Le Mellec            |
| 1967                                                            | François Hamon            | Georges Chappe          | Maurice Morin               |
| 1968                                                            | Jean Jourden              | Jean-Claude Lebaube     | André Zimmermann            |
| 1969                                                            | Jean Jourden              | François Goasduff       | Léon-Paul Ménard            |
| 1970                                                            | Gianni Marcarini          | Robert Bouloux          | Roland Berland              |
| 1971                                                            | Jean-Pierre Danguillaume  | Jacques Gestraud        | Raymond Delisle             |
| 1972                                                            | Robert Bouloux            | Gérard Besnard          | Enzo Mattioda               |
| 1973                                                            | Jean-Claude Largeau       | Gilbert Bellone         | Guy Sibille                 |
| 1974                                                            | Raymond Martin            | Jacques Botherel        | Claude Aigueparses          |
| 1975                                                            | Cyrille Guimard           | Jean-Louis Danguillaume | Guy Santy                   |
| 1976                                                            | Jacques Bossis            | Patrick Perret          | Pierre-Raymond Villemiane   |
| 1977                                                            | Jacques Bossis            | Roger Legeay            | Christian Seznec            |
| 1978                                                            | Pierre-Raymond Villemiane | Joop Zoetemelk          | Marcel Tinazzi              |
| 1979                                                            | Frits Pirard              | Jean Chassang           | Yvon Bertin                 |
| 1980                                                            | Patrick Friou             | Jacques Bossis          | Bernard Becaas              |
| 1981                                                            | Gilbert Duclos-Lassalle   | Dominique Arnaud        | Raymond Martin              |
| 1982                                                            | Francis Castaing          | Régis Clère             | Didier Vanoverschelde       |
| 1983                                                            | Pierre Bazzo              | Marc Madiot             | Stephen Roche               |
| 1984                                                            | Sean Kelly                | Frédéric Vichot         | Éric Caritoux               |
| 1985                                                            | Éric Guyot                | Rudy Matthijs           | Marc Madiot                 |
| 1986                                                            | Martial Gayant            | Sean Kelly              | Søren Lilholt               |
| 1987                                                            | Gilbert Duclos-Lassalle   | Jean-Claude Bagot       | Frédéric Brun               |
| 1988                                                            | Luc Leblanc               | Charly Mottet           | Patrice Esnault             |
| 1989                                                            | Jean-Claude Colotti       | Bruno Cornillet         | Gilles Delion               |
| 1990                                                            | Bruno Cornillet           | Martial Gayant          | Thomas Wegmüller            |
| 1991                                                            | Armand de Las Cuevas      | Andreas Kappes          | Miguel Arroyo Rosales       |
| 1992                                                            | Ronan Pensec              | Serge Baguet            | Thierry Claveyrolat         |
| 1993                                                            | Thierry Claveyrolat       | Jean-François Bernard   | Thierry Laurent             |
| 1994                                                            | Andréi Chmil              | Richard Virenque        | Jens Heppner                |
| 1995                                                            | Rolf Järmann              | Laurent Madouas         | Christian Henn              |
| 1996                                                            | Frank Vandenbroucke       | Laurent Brochard        | Andréi Chmil                |
| 1997                                                            | Andrea Ferrigato          | Sergio Barbero          | Chris Horner                |
| 1998                                                            | Pascal Hervé              | Ludo Dierckxsens        | Stéphane Heulot             |
| 1999                                                            | Christophe Mengin         | Markus Zberg            | Serguéi Ivanov              |
| 2000                                                            | Michele Bartoli           | Nico Mattan             | Walter Bénéteau             |
| 2001                                                            | Nico Mattan               | Patrice Halgand         | Patrick Jonker              |
| 2002                                                            | Jeremy Hunt               | Stuart O'Grady          | Baden Cooke                 |
| 2003                                                            | Andy Flickinger           | Anthony Geslin          | Nicolas Jalabert            |
| 2004                                                            | Didier Rous               | Serge Baguet            | Guido Trentin               |
| 2005                                                            | George Hincapie           | Alexandr Usov           | Davide Rebellin             |
| 2006                                                            | Vincenzo Nibali           | Juan Antonio Flecha     | Manuele Mori                |
| 2007                                                            | Thomas Voeckler           | Thor Hushovd            | Danilo Di Luca              |
| 2008                                                            | Pierrick Fédrigo          | Alessandro Ballan       | David López García          |
| 2009                                                            | Simon Gerrans             | Pierrick Fédrigo        | Paul Martens                |
| 2010                                                            | Matthew Goss              | Tyler Farrar            | Yoann Offredo               |
| 2011                                                            | Grega Bole                | Simon Gerrans           | Thomas Voeckler             |
| 2012                                                            | Edvald Boasson Hagen      | Rui Alberto Costa       | Heinrich Haussler           |
| 2013                                                            | Filippo Pozzato           | Giacomo Nizzolo         | Samuel Dumoulin             |
| 2014                                                            | Sylvain Chavanel          | Andrea Fedi             | Arthur Vichot               |
| 2015                                                            | Alexander Kristoff        | Simone Ponzi            | Ramūnas Navardauskas        |
| Bretagne Classic-Ouest-France                                   |                           |                         |                             |
| 2016                                                            | Oliver Naesen             | Alberto Bettiol         | Alexander Kristoff          |
| 2017                                                            | Elia Viviani              | Alexander Kristoff      | Sonny Colbrelli             |
| 2018                                                            | Oliver Naesen             | Michael Valgren         | Tim Wellens                 |
| 2019                                                            | Sep Vanmarcke             | Tiesj Benoot            | Jack Haig                   |
| 2020                                                            | Michael Matthews          | Luka Mezgec             | Florian Sénéchal            |
| 2021                                                            | Benoît Cosnefroy          | Julian Alaphilippe      | Mikkel Honoré               |
| 2022                                                            | Wout van Aert             | Axel Laurance           | Alexander Kamp              |
| 2023                                                            | Valentin Madouas          | Mathieu Burgaudeau      | Felix Großschartner         |
| 2024                                                            | Marc Hirschi              | Paul Magnier            | Magnus Cort                 |

Nota: En la edición 2005, George Hincapie fue inicialmente el ganador, pero sus resultados entre el 31 de mayo de 2004 y el 31 de julio de 2006 fueron anulados por dopaje.

## Estadísticas

### Más victorias
| Ciclista                | Victorias | Años        |
| ----------------------- | --------- | ----------- |
| Philippe Bono           | 2         | 1932 y 1933 |
| Éloi Tassin             | 2         | 1945 y 1948 |
| Amand Audaire           | 2         | 1949 y 1950 |
| Émile Guérinel          | 2         | 1951 y 1952 |
| Jean Gainche            | 2         | 1958 y 1962 |
| Fernand Picot           | 2         | 1961 y 1963 |
| Jean Jourden            | 2         | 1968 y 1969 |
| Jacques Bossis          | 2         | 1976 y 1977 |
| Gilbert Duclos-Lassalle | 2         | 1981 y 1987 |
| Oliver Naesen           | 2         | 2016 y 2018 |

En negrilla corredores activos.

### Victorias consecutivas
- Dos victorias seguidas:
  -  Philippe Bono (1932, 1933)
  -  Amand Audaire (1949, 1950)
  -  Émile Guérinel (1951, 1952)
  -  Jean Jourden (1968, 1969)
  -  Jacques Bossis (1976, 1977)

## Palmarés por países
| País         | Victorias | Último vencedor            |
| ------------ | --------- | -------------------------- |
| Francia      | 63        | Valentin Madouas en 2023   |
| Bélgica      | 6         | Wout van Aert en 2022      |
| Italia       | 6         | Elia Viviani en 2017       |
| Australia    | 3         | Michael Matthews en 2020   |
| Noruega      | 2         | Alexander Kristoff en 2015 |
| Suiza        | 2         | Marc Hirschi en 2024       |
| Países Bajos | 1         | Frits Pirard en 1979       |
| Irlanda      | 1         | Sean Kelly en 1984         |
| Moldavia     | 1         | Andréi Chmil en 1994       |
| Reino Unido  | 1         | Jeremy Hunt en 2002        |
| Eslovenia    | 1         | Grega Bole en 2011         |

| País    | Victorias |
| ------- | --------- |
| Francia | 14        |
| Polonia | 1         |
| Estonia | 1         |